# Alliantie voor de Vooruitgang (Kennedy)
De Alliance for Progress is een grootscheeps hulpprogramma voor Latijns-Amerika, dat in maart 1961 werd aangekondigd door de Amerikaanse president John F. Kennedy. 
Binnen tien jaar moest de Alliance for Progress voor een versnelde economische en sociale ontwikkeling in Latijns-Amerika zorgen. Het werd wel vergeleken met het Marshall-plan. Naast projecten gericht op de verbetering van de huisvesting, het onderwijs en de gezondheidszorg omvatte de Alliance for Progress vooral economische maatregelen. De Verenigde Staten wilden met hun hulpprogramma in eerste instantie hun economische, politieke en militaire belangen in Latijns-Amerika blijvend veiligstellen. In 1961 ondertekenden 22 Latijns-Amerikaanse landen en de Verenigde Staten een overeenkomst in Punta del Este in Uruguay. In die overeenkomst werd onder meer gesproken over "handhaving van democratische regeringsvormen".  
Een groot succes is de Alliance nooit geworden. Veel hulp werd door internationale financiële instellingen verstrekt in de vorm van leningen. De schuldenlast van tal van Latijns-Amerikaanse landen nam daardoor aanzienlijk toe. Daar kwam bij dat de inspanningen van de meeste landen zelf te gering waren. Noodzakelijke landbouwhervormingen werden in veel gevallen niet goed of helemaal niet aangepakt. Winsten werden vaak niet in de landen zelf geïnvesteerd, maar naar buitenlandse banken overgeboekt. Organisaties als vakbonden, boerenbonden en coöperaties werden niet rechtstreeks bij hulpprogramma's betrokken, waardoor de bevolking onvoldoende werd gemotiveerd en gemobiliseerd. Die ongewenste situatie was het gevolg van de aanwezigheid van corrupte, dictatoriale regimes en de politieke instabiliteit in veel Latijns-Amerikaanse staten.